# Jim Turner (Politiker)

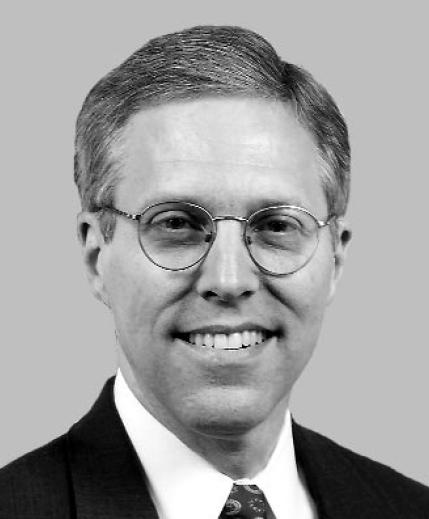
Jim Turner

James „Jim“ Turner (* 6. Februar 1946 in Fort Lewis, Washington) ist ein US-amerikanischer Politiker. Zwischen 1997 und 2005 vertrat er den Bundesstaat Texas im US-Repräsentantenhaus.

## Werdegang
Jim Turner besuchte die Crockett High School in Texas und studierte danach bis 1971 an der University of Texas in Austin unter anderem Jura. Zwischen 1970 und 1978 diente er zunächst aktiv und dann als Mitglied der Reserve in der United States Army. Gleichzeitig begann er als Mitglied der Demokratischen Partei eine politische Laufbahn. In den Jahren 1981 bis 1984 war er Abgeordneter im Repräsentantenhaus von Texas. Danach gehörte er bis 1985 dem Beraterstab des Gouverneurs von Texas an. Zwischen 1989 und 1991 war Turner Bürgermeister der Stadt Crockett; von 1991 bis 1997 saß er im Senat von Texas.
Bei den Kongresswahlen des Jahres 1996 wurde Turner im zweiten Wahlbezirk von Texas in das US-Repräsentantenhaus in Washington, D.C. gewählt, wo er am 3. Januar 1997 die Nachfolge von Charlie Wilson antrat. Nach drei Wiederwahlen konnte er bis zum 3. Januar 2005 vier Legislaturperioden im Kongress absolvieren. Er war zeitweise Mitglied im Streitkräfteausschuss und im Ausschuss für Innere Sicherheit. In seine Zeit als Kongressabgeordneter fielen die Terroranschläge am 11. September 2001, der Irakkrieg und der Militäreinsatz in Afghanistan. 2004 verzichtete Turner auf eine weitere Kandidatur.
Im Jahr 2006 war Jim Turner kurz im Gespräch als Kandidat für das Amt des Gouverneurs von Texas und dann für eine Kandidatur für den US-Senat. Seit 2005 arbeitet er für eine große Anwaltskanzlei in der Bundeshauptstadt Washington. Er ist seit 1970 verheiratet und Vater von zwei Kindern.